# Quisis
Quisis är en ort i Mexiko.   Den ligger i kommunen Chicomuselo och delstaten Chiapas, i den sydöstra delen av landet, 800 km sydost om huvudstaden Mexico City. Quisis ligger 672 meter över havet och antalet invånare är 105.
Terrängen runt Quisis är varierad. Runt Quisis är det ganska tätbefolkat, med 111 invånare per kvadratkilometer. Närmaste större samhälle är Chicomuselo, 6,7 km nordost om Quisis. I omgivningarna runt Quisis växer huvudsakligen savannskog.